# Нырков, Олег Николаевич
Олег Николаевич Нырков (10 сентября 1925, Таширобад, Керкинский округ — 16 января 2005, Москва) — советский футбольный судья.

## Биография
Олег Нырков родился 10 сентября 1925 года в селе Таширобад Керкинского района Керкинского округа Туркменской ССР (сейчас Керкинского этрапа Лебапского велаята Туркмении).
Участвовал в Великой Отечественной войне. Был неоднократно ранен.
С 1950 года судил футбольные матчи. В 1960—1973 годах работал на матчах чемпионата и Кубка СССР, представлял Москву.
9 ноября 1963 года единственный раз в карьере был главным арбитром матча высшего эшелона советского футбола между алма-атинским «Кайратом» и ереванским «Араратом» (2:0).
Судья республиканской категории (1956). Судья всесоюзной категории (14 января 1971).
Умер 16 января 2005 года в Москве.
Награждён орденом Отечественной войны 1-й степени (6 апреля 1985), медалями, в том числе «За отвагу» (24 марта 1945).